# 金輔鉉
金輔鉉（朝鲜语：／，1871年8月19日—1955年9月2日），本貫全州金氏，生於朝鲜王朝平安道（今平壤市）的一个農民家庭。金膺禹是他的父親，在他年幼時過世。金輔鉉和李寶益结婚后，生下3男3女，其中一子是金亨稷。孫子輩有朝鮮民主主義人民共和國建國領導人金日成。曾孫輩有朝鮮勞動黨總書記金正日。玄孫有朝鮮勞動黨總書記兼國務委員會委員長金正恩。

## 生平
- 出生于平安南道大同郡的一个农民家庭，是金膺禹的长子。
- 年幼丧父，金輔鉉过着贫困的生活，他在平壤附近的两班地主李平澤家做佃农和守墓人。
- 和李寶益（리보익）结婚后，生下3男3女。
- 朝鲜光复后，他在万景台附近居住。
- 1955年9月2日去世，享年84岁，葬于万景台。

## 其他
1947年，朝鮮民主主義人民共和國成立了以他的名字命名为金輔鉉大学的农学院。